# رياض غاريش
رياض غاريش، ولد في 17 نوفمبر 1990 في الجزائر، هو لاعب كرة قدم جزائري.

## روابط خارجية
- رياض غاريش على موقع قاعدة بيانات كرة القدم.إي يو (الإنجليزية)